# Ibateguara
Ibateguara is een gemeente in de Braziliaanse deelstaat Alagoas. De gemeente telt 15.863 inwoners (schatting 2009).